# Harry Lyon
Pour les articles homonymes, voir Lyon (homonymie).
Harry Lyon, né en 1885 et mort le 30 mai 1963, est un navigateur marin et aérien. Fils de l'amiral Henry W. Lyon, il rejoint l'académie navale d'Annapolis où il échoue à ses examens,. Il s'engage dans la marine marchande. Il traverse le monde et rencontre, durant la Première Guerre mondiale, l'opérateur radio James Warner. Après une vie tumultueuse, il manque notamment de mourir de nombreuses fois (incendie en mer, attaque par un U-Boot, mutinerie) dont notamment lors de la révolution au Mexique en 1924, il acquiert son diplôme de navigateur marin et commande plusieurs navires dans la marine marchande et américaine,.
En 1928, alors qu'il n'a aucune expérience en navigation aérienne, il s'engage avec les deux australiens Charles Kingsford Smith et Charles Ulm pour la première traversée de l'histoire de l'océan Pacifique en avion. Il recommande James Warner et à eux quatre, ils décollent à bord du Southern Cross d'Oakland aux États-Unis et se posent à Brisbane en Australie, après deux escales, une à Hawaï et l'autre aux Fidji.